# زمین‌شناسی

لایه‌های زمین: ۱. هسته درونی ۲. هسته بیرونی ۳. گوشته درونی ۴. گوشته بیرونی ۵. سنگ‌کره ۶. پوسته

زمین‌شناسی یا ژئولوژی (به انگلیسی: Geology) شاخه‌ای از علوم طبیعی است که به زمین و سایر اجرام نجومی، سنگ‌هایی که از آن‌ها تشکیل شده‌اند و فرآیندهایی که طی زمان تغییر می‌کنند، مربوط می‌شود. زمین‌شناسی مدرن به‌طور قابل توجهی با سایر علوم زمین از جمله هیدرولوژی همپوشانی دارد. این به‌طور ذاتی با مطالعه علم سیستم زمین مرتبط است و نفوذ خود را به قلمرو علوم سیاره ای نیز گسترش می‌دهد.
زمین‌شناسان، فرآیندهای زمین را مورد مطالعه قرار می‌دهند:
بسیاری از فرایندها مانند لغزش زمین، زمین‌لرزه، سیل و فوران آتشفشانی و بعضی کانی‌ها می‌تواند برای انسان، خطرناک باشد. زمین‌شناسان تلاش می‌کنند تا این فرایندها را به خوبی درک کنند تا از ساختن سازه‌های مهم در جایی که ممکن است آسیب ببینند جلوگیری کنند. زمین‌شناسان می‌توانند نقشه مناطقی را که در گذشته طغیان کرده‌اند تهیه کنند، همچنین می‌توانند نقشه مناطقی را که ممکن است در آینده تحت تأثیر سیل قرار بگیرند را آماده کنند. این نقشه‌ها می‌توانند برای هدایت توسعه جوامع و تعیین محل حفاظت سیل یا بیمه سیل مورد استفاده قرار گیرند.
زمین‌شناسان مواد زمین را مطالعه می‌کنند:
مردم هر روز از مواد زمین استفاده می‌کنند. آن‌ها از نفتی استفاده می‌کنند که از چاه‌ها، فلزاتی که از معادن استخراج و از آب‌هایی که از نهرها یا از زیر زمین تهیه می‌شوند، استفاده می‌کنند. زمین‌شناسان مطالعاتی را انجام می‌دهند که سنگ‌های حاوی فلزات مهم را تعیین و معادنی را که آنها را تولید می‌کند شناسایی و روش‌های مورد استفاده برای خارج کردن فلزات از سنگ‌ها را برنامه‌ریزی می‌کنند. آن‌ها کارهای مشابهی را برای یافتن و تولید نفت، گاز طبیعی و آب‌های زیرزمینی انجام می‌دهند.
زمین‌شناسان، کسانی هستند که چگونگی تشکیل زمین، ویژگی‌ها، رویدادهایی که از زمان پیدایش زمین بر آن گذشته است، ساختار، ترکیب سنگ‌ها و کانی‌ها و تاریخچه آن را مطالعه می‌کند.

## شاخه‌های زمین‌شناسی
زمین‌شناسی به شاخه‌های زیر تقسیم می‌شود:
- سنگ‌شناسی: که به مطالعهٔ سنگ‌ها و منشأ آن‌ها می‌پردازد. در آن شیوه تشکیل، منشأ، رده‌بندی و ترکیب سنگ‌ها بررسی می‌شود. فرایندهای دگرگونی، آتشفشانی، شهاب سنگ‌ها، نفوذ توده‌های آذرین در درون زمین وحتی برروی ماه و دیگر سیاره‌ها در شاخه سنگ‌شناسی آذرین و دگرگونی بررسی می‌شود.
- چینه‌شناسی: مطالعهٔ تاریخی و سن سازندهای زمین‌شناسی کرهٔ زمین
- دیرینه‌شناسی: مطالعهٔ زندگی گذشته. زمین شناسانی هستند که با بررسی فسیل‌ها و دیگر شواهد موجود در سنگ‌ها و رسوبات، به دنبال یافتن اطلاعاتی دربارهٔ آب وهوای گذشته، تاریخچه حیات، سرگذشت زمین از آغاز تا امروز و موجوداتی که در هر دوره می‌زیسته‌اند، می‌باشند.
- کانی‌شناسی: مطالعهٔ کانی‌ها و منشأ آنها
- زمین‌شناسی فیزیکی: که فرایندهای بیرونی و درونیِ زمین و اثرات آن‌ها در ایجاد شکل‌ها و ساختمان‌های زمین را مطالعه می‌کند
- زمین پزشکی: زمین‌شناسی پزشکی علمی است که به بررسی ارتباط بین عوامل زمین‌شناسی با سلامت انسان‌ها و جانوران و تأثیر عوامل زیست‌محیطی بر پراکندگی جغرافیایی بیماری‌های مرتبط می‌پردازد.
- ژئوشیمی یا زمین شیمی: علم تعیین فراوانی نسبی عناصر و انواع ایزوتوپ‌های اتمی آن‌ها در زمین؛ و مطالعه توزیع و مهاجرت هریک از عناصر در بخش‌های مختلف زمین (اتمسفر، هیدروسفر، پوسته و…) و همچنین در کانی‌ها و سنگ‌ها به منظور کشف اصول اداره‌کننده این توزیع و مهاجرت
- زمین‌شناسی اقتصادی: که ذخایر و منابع معدنی فلزی وغیر فلزی زمین را مورد مطالعه و بررسی قرار می‌دهد
- زمین‌شناسی ژئوفیزیکی: مطالعهٔ زمین‌لرزه‌ها و منشأ و چگونگی پیدایش و رفتار آنها و همچنین مطالعات تحت الارضی ذخایر معدنی و نفتی. زمین شناسان در مناطق قابل دسترس، به مشاهده مستقیم پدیده‌ها می‌پردازند. ولی برای مطالعه ساختمان درونی زمین و شناسایی ذخایر و معادن زیرزمینی، از امواج لرزه‌ای، بررسی مغناطیس، مقاومت الکتریکی و شدت گرانش سنگ‌ها استفاده می‌شود
- زمین‌شناسی زیست‌محیطی و زمین‌پزشکی: مطالعهٔ محیط زیست و تأثیرات انواع آلودگی زمین‌زاد و انسان‌زاد بر آن. این شاخه‌ها خود نیز به زیرشاخه‌هایی تقسیم می‌شود
- زمین‌شناسی نفت: به بررسی تولید و چگونگی تشکیل هیدرات‌های کربن (نفت و گاز) می‌پردازد و همچنین نحوهٔ بهینه و اقتصادی استخراج آن‌ها از اعماق لایه‌های زمین با استفاده از دستگاه‌های حفاری.
- زمین‌شناسی ساختمانی: بخشی از زمین‌شناسی است که در مورد توزیع سه‌بعدی سنگ‌های تشکیل دهنده پوسته زمین و تاریخچه تغییرشکل آن‌ها بحث می‌کند. این علم همچنین در رابطه با تغییر و دگرریختی سنگ‌ها طی فرایندهای فشارشی و کششی بحث می‌کند. زمین‌شناسی ساختاری عمدتاً دربارهٔ شکل هندسی و مشخصات ظاهری ساختمان‌های مختلف زمین (گسل، چین خوردگی و …) صحبت می‌کند. به تعریف دیگر علم شناسایی و بررسی ساختارهای تشکیل دهنده پوسته زمین و علت به وجود آمدن آنهاست. زمین ساخت به مطالعه ساختار درونی زمین، چگونگی تشکیل رشته کوه‌ها، اقیانوس‌ها، گسل‌ها، چین خوردگی‌ها، زمین لرزه‌ها و دیگر رخدادهای سطح زمین می‌پردازد.
- زمین‌شناسی مهندسی: این علم با به‌کارگیری اصول زمین‌شناسی مانند مطالعه ترکیب کانی‌شناسی، بافت و وضعیت هوازدگی سنگ و خاک، شناخت تاریخچه زمین‌شناسی محیط تشکیل آن‌ها و با درک فرایندها و ساختارهای تکتونیکی و شناخت خطرات زمین‌شناسی به همراه اندازه‌گیری خصوصیات فیزیکی و مکانیکی خاک و سنگ و تجزیه و تحلیل آن‌ها بخشی از نیاز طراحان را برطرف می‌نماید. به عبارت دیگر شاخه ای از زمین‌شناسی است که رفتار و ویژگی‌های مواد سطحی زمین را از نظر مقاومت در برابر فشارهای وارده نفوذپذیری و امکان ساخت یک سازه درمحلی خاص از زمین بررسی می‌کند.
- زمین‌شناسی آب:زمین شناسانی که در زمینه تشکیل سفره‌های آب زیرزمینی حرکت آب در درون زمین و چگونگی یافتن آنها تحقیق و مطالعه می‌کنند آب زمین‌شناس نامیده می‌شوند.
- رسوب‌شناسی:مواد حاصل از فرسایش کوه‌ها توسط آب، باد و یخ به مناطق پست یا حوضه‌های رسوبی انتقال یافته ودر آنجا برروی هم انباشته می‌شوند و پس از سنگ شدن، به سنگ‌های رسوبی تبدیل می‌شوند. در رسوب‌شناسی و سنگ‌شناسی رسوبی، فرایندهای انتقال و ته‌نشینی و تبدیل رسوبات به سنگ‌های رسوبی مطالعه می‌شود.

## نرم‌افزارهای کاربردی و مرتبط با زمین‌شناسی
| نام نرم‌افزار            | توضیحات |
| ----------------------- | --- |
| BasinVis                | یک برنامه مبتنی بر MATLAB® برای تجزیه و تحلیل و تجسم حوضه فرونشست رسوبی |
| Noddy                   | نرم‌افزاری برای مدلسازی زمین‌شناسی ساختمانی با هدف مدلسازی سه بعدی رویدادهای پیچیده زمین‌شناسی و شبیه‌سازی ژئوفیزیکی مغناطیسی و ثقلی |
| PuffinPlot              | برنامه‌ای برای تجزیه و تحلیل مغناطیس دیرینه |
| OpenStereo              | نرم‌افزاری متن باز و رایگان برای تحلیل زمین‌شناسی ساختاری |
| GPlates                 | نرم‌افزاری برای تجسم تعاملی طبقات زمین‌شناسی |
| Generic Mapping Tools   | مجموعه‌ای متن‌باز با بیش از ۸۰ ابزار و فرمان برای پردازش داده‌های مکانی است. |
| gslib                   | یک نرم‌افزار تخصصی زمین آماری است. |
| Schlumberger FracCADE   | نرم‌افزار ارزیابی و طراحی فرکینگ است که به عنوان یک شبیه‌ساز فرکیینگ معتبر و بر مبنای اصول و قوانین فیزیکی اثبات شده در حوزهٔ شکست هیدرولیکی (فرکینگ هیدرولیکی)، طراحی شده و توسعه یافته است تا بتوان در پروژه‌های حفاری به صورت بهتری اقدام نمود. |
| Trimble Inpho UASMaster | ابزاری مفید برای افراد متخصص یا حتی غیر متخصص در زمینه فتوگرامتری می‌باشد که ترکیبی از مجموعه راهنماهای بصری و ابزارهای ویرایشی تعاملی و متنوع و همچنین گزارش‌های دقیق تضمین کیفیت ضروری توسط کاربران پیشرفته می‌باشد. UASMaster قادر به پردازش داده‌های به‌دست آمده توسط انواع حامل‌های هوایی مانند: هلی‌کوپتر، بالن‌های نقشه‌برداری، هواپیماهای بدون سرنشین و … می‌باشد. |